# Indotrella
Indotrella is een geslacht van rechtvleugeligen uit de familie krekels (Gryllidae). De wetenschappelijke naam van dit geslacht is voor het eerst geldig gepubliceerd in 2003 door Gorochov.

## Soorten
Het geslacht Indotrella omvat de volgende soorten:
- Indotrella angusta Gorochov, 2003
- Indotrella maindroni Chopard, 1928